# Bylandet, Raseborg
Bylandet är en ö i Finland. Den ligger i Finska viken och i kommunen Raseborg i den ekonomiska regionen  Raseborg i landskapet Nyland, i den södra delen av landet. Ön ligger omkring 77 kilometer väster om Helsingfors.
Öns area är 55,5 hektar och dess största längd är 1,7 kilometer i sydväst-nordöstlig riktning. Ön höjer sig omkring 25 meter över havsytan.